# Landesregierung Wedenig II
Die Landesregierung Wedenig II bildet die Kärntner Landesregierung in der 17. Gesetzgebungsperiode von ihrer Wahl am 7. November 1949 bis zur Angelobung der Landesregierung Wedenig III am 28. April 1953.
Nach der Landtagswahl 1949 entfielen jeweils drei der sieben Regierungssitze auf die Sozialistische Partei Österreichs (SPÖ) und die Österreichische Volkspartei (ÖVP). Zudem war erstmals die Wahlpartei der Unabhängigen (WdU) mit einem Landesrat vertreten. Den Landeshauptmann stellte mit Ferdinand Wedenig erneut die SPÖ, die auch den Zweiten Landeshauptmann-Stellvertreter und einen Landesrat in die Regierung entsandte. Die ÖVP stellte neben dem Ersten Landeshauptmann-Stellvertreter zwei Landesräte. Bei der Vergabe der Regierungssitze nach dem Proporzsystem war dabei nach der Wahl von 1949 ein Sitz auf Grund einer Verfassungslücke zwischen ÖVP und WdU strittig geblieben. Dieser wurde schließlich bei einer Abstimmung im Landtag auf Antrag der SPÖ mit 28 Stimmen der ÖVP zugesprochen.
Zu einer Änderung in der Regierungsmannschaft kam es 1952 als Finanzlandesrat Paul Jobst (SPÖ) sein Amt mit Schreiben vom 17. Jänner 1952 zurücklegte. Für ihn wurde am 30. Jänner 1952 Erwin Pabst gewählt.

## Wahl
Die Landesregierung wurde in der 1. Sitzung des Landtags am 14. November 1949 durchgeführt, wobei Ferdinand Wedenig in einer Mehrheitswahl mit 20 von 37 Stimmen gewählt wurde. 14 Stimmen waren dabei ungültig geblieben, 3 auf Hans Herke (SPÖ) entfallen. Die Wahl der Landeshauptmann-Stellvertreter war in getrennten Wahlen erfolgt, wobei im ersten Wahlgang Matthias Krassnig (ÖVP) mit 17 von 36 abgegebenen Stimmen gewählt wurde. Zudem waren bei der Wahl 4 Stimmen auf Hans Herke entfallen und 15 Stimmen ungültig abgegeben worden. Im zweiten Wahlgang erzielte Matthias Krassnig 20 von 36 abgegebenen Stimmen, 4 Stimmen waren erneut auf Hans Herke entfallen, 12 waren ungültig geblieben. Die Landesräte wurden nach dem Verhältniswahlrecht gewählt und durch ausreichend gezeichnete Wahlvorschläge ihrer Landtagsklubs gewählt.

## Regierungsmitglieder
| Amt                                                     | Name              | Partei | Referate |
| ------------------------------------------------------- | ----------------- | ------ | -------- |
| Landeshauptmann                                         | Ferdinand Wedenig | SPÖ    |          |
| 1. Landeshauptmann-Stellvertreter                       | Hans Ferlitsch    | ÖVP    |          |
| 2. Landeshauptmann-Stellvertreter                       | Matthias Krassnig | SPÖ    |          |
| Landesrat ab 30. Jänner 1952                            | Erwin Pabst       | SPÖ    |          |
| Landesrat                                               | Alois Karisch     | ÖVP    |          |
| Landesrat                                               | Franz Sagaischek  | ÖVP    |          |
| Landesrat                                               | Abros Lerchbaumer | WdU    |          |
| Vorzeitig ausgeschiedene Mitglieder der Landesregierung |                   |        |          |
| Landesrat Rücktritt mit Schreiben vom 17. Jänner 1952   | Paul Jobst        | SPÖ    | Finanzen |